# Serpette (papillon)
Watsonalla cultraria
Pour les articles homonymes, voir Serpette (homonymie).
Espèce
Synonymes
- Bombyx unguicula (Hübner, 1803)
- Drepana cultraria (Fabricius, 1775)
- Phalaena cultraria Fabricius, 1775
- Platypteryx unguicula (Hübner, 1803)

La Serpette (Watsonalla cultraria) est une espèce de lépidoptères (papillons) de la famille des Drepanidae, de la sous-famille des Drepaninae. L’espèce a été décrite par l'entomologiste danois Johan Christian Fabricius en 1775, sous le nom de Phalanea cultraria ,.

## Répartition
La Serpette a une large distribution, allant du Nord de l'Espagne jusqu'en Europe de l'Ouest ainsi que de la Grande-Bretagne et du sud de la Scandinavie jusqu'en l'Italie. Elle est présente dans une grande partie de la France bien qu'étant assez localisée,. 

## Description
Petit papillon ne dépassant pas les 35 mm d'envergure, la Serpette se reconnaît à la forme recourbée de ses ailes antérieures et à sa coloration jaune-brunâtre avec une bande de couleur plus sombre traversant les ailes antérieures et postérieures. Les ailes antérieures sont caractérisées par la présence d'un point noir discal peu marqué (parfois absent) ainsi qu'à la bande sombre marginale se prolongeant de l'apex jusqu'à la base des ailes. Chez cette espèce, les mâles sont de plus grande taille que les femelles,,. 

## Biologie
La Serpette est une espèce bivoltine. La première génération vole d'avril à juin, la seconde, quant à elle, vole de juillet à août, bien que des imagos puissent être observés jusqu'en septembre. La première génération est de plus grande taille que la seconde,. 
Elle affectionne les hêtraies et autres forêts contenant des hêtres dont la chenille phyllophage se nourrit des feuilles,. C'est sous forme de chrysalide que cette espèce hiberne.    

## Systématique
Le nom valide complet (avec auteur) de ce taxon est Watsonalla cultraria (Fabricius, 1775).
L'espèce a été initialement classée dans le genre Phalaena sous le protonyme Phalaena cultraria Fabricius, 1775.
Ce taxon porte en français les noms vernaculaires ou normalisés suivants : Serpette.
Watsonalla cultraria a pour synonymes :
- Bombyx sicula Esper, 1786
- Bombyx unguicula Hübner, 1803
- Drepana aestiva Speyer, 1872
- Drepana cultraria Fabricius, 1775
- Drepana latefasciata Lempke, 1960
- Drepana minor Fuchs, 1884
- Drepana obscura Lempke, 1960
- Drepana unguicula Hübner, 1800
- Phalaena cultraria Fabricius, 1775
- Platypteryx unguicula (Hübner, 1803)
- Watsonalla unguicula (Hübner, 1803)